# Жульєн Гійомар
Жульєн Жозеф Шарль Марія Ґійомар (фр. Julien Joseph Charles Marie Guiomar; 3 травня 1928 — 22 листопада 2010) — французький кіноактор.
Народився 3 травня 1928 в місті Морле.
Почав зніматися в 1961 році в телевізійних фільмах, однак популярність до нього прийшла в кінці 1960-х років завдяки ролям у фільмах «Z» Коста-Гавраса і «Чумацький Шлях» Бунюеля.
У 1967 році Жульєн Ґійомар знявся в комедії Луї Маля «Злодій» (Франція, Італія), потім були ролі у фільмах «Борсаліно» (1970), «Таємниця ферми Мессе» (1970), «Чоловік із Сен-Мішель» (1971), «Повторний шлюб» (1971), «Алоїз» (1974), «Бароко» (1976), «Мадо» (1976), «Чудовисько» (1977), «Смерть негідника» (1977), «Свара» (1978) та ін.
За свою кар'єру Жульєн Ґійомар зіграв у 112 фільмах.
Справжньою «зіркою» актор став після виходу у світ кількох кінокартин французьких комедіографів Філіпа де Брока і Клода Зіді. Найвідоміші ролі Ґійомара — ресторатор у фільмі «Крильце чи ніжка» (1976) Клода Зіді, де він склав дует із коміком Луї де Фюнесом, а також роль кандидата в мери у фільмі «Він починає сердитися» (1974) та поліцейського комісара з хронічним нежитем, якому підлеглі підсипають у ліки кокаїн у фільмі «Відчиніть, поліція!» (1984).
Жульєн Ґійомар помер на 83-му році життя у місті Монпазьє у своєму власному будинку.

## Фільмографія
- 1967 — Злодій / (Le Voleur) — отець Фелікс Маржель
- 1969 — Дзета / (Z) — полковник жандармерії
- 1971 — Повторний шлюб / (Les mariés de l'an deux) — представник революції
- 1974 — Він починає сердитися / (La moutarde me monte au nez) — Альбер Реноден
- 1975 — Прощавай, поліцейський / (Adieu poulet) — Леду
- 1976 — Бароко / (Barocco) — Готьє
- 1992 — Леоло / (Léolo) —  Дід